# 姜勇 (足球运动员)
姜勇（1975年3月25日—），出生于青岛，已经退役的中国足球运动员，司职后卫。曾经长期效力于山东鲁能泰山。

## 职业生涯

### 青年队
- 青年时代在青岛体校，并入选了山东青年队。

### 俱乐部
- 1994年进入了山东鲁能泰山前身山东泰山队。
- 1996年被租借到佛山队一年。
- 1997年归队后多年担主力位置，2005年退役。